# Вознесенский собор (Тверь)
Собо́р Вознесе́ния Госпо́дня (церк.-слав. Собо́ръ Вознесе́нїѧ Господнѧ) — православный храм в Центральном районе Твери. Принадлежит Тверской епархии Русской православной церкви, имеет статус архиерейского подворья.

## История
На том месте, где сейчас находится собор, до 1612 года стояла деревянная церковь Вознесения, а рядом с ней — церковь Богоявления, обе церкви сгорели во время польско-литовской интервенции. В 1624 году Вознесенская церковь была восстановлена, позднее к ней был пристроен Богоявленский придел, но и эта церковь сгорела во время сильного пожара.
На этом же месте была построена каменная церковь с тем же названием и с тем же приделом: в 1751 году был построен придел Богоявления, а в 1760 году — главный престол. 19 мая 1763 года храм сильно пострадал в результате большого городского пожара, однако был восстановлен: придел Богоявления — в течение нескольких месяцев, а в 1768 году — полностью.
В 1805 году у храма построена колокольня. В 1818 году принято решение разобрать храм и построить на его месте новый, но оно так и не было реализовано, вместо этого к 1831 году был построен придел Антония и Феодосия Печерских.
После падения монархии в 1917 году в 1922 году были изъяты церковные ценности из храма, а в 1935 году он был закрыт.
В 1936 году в храме размещена экспозиция областного краеведческого музея.

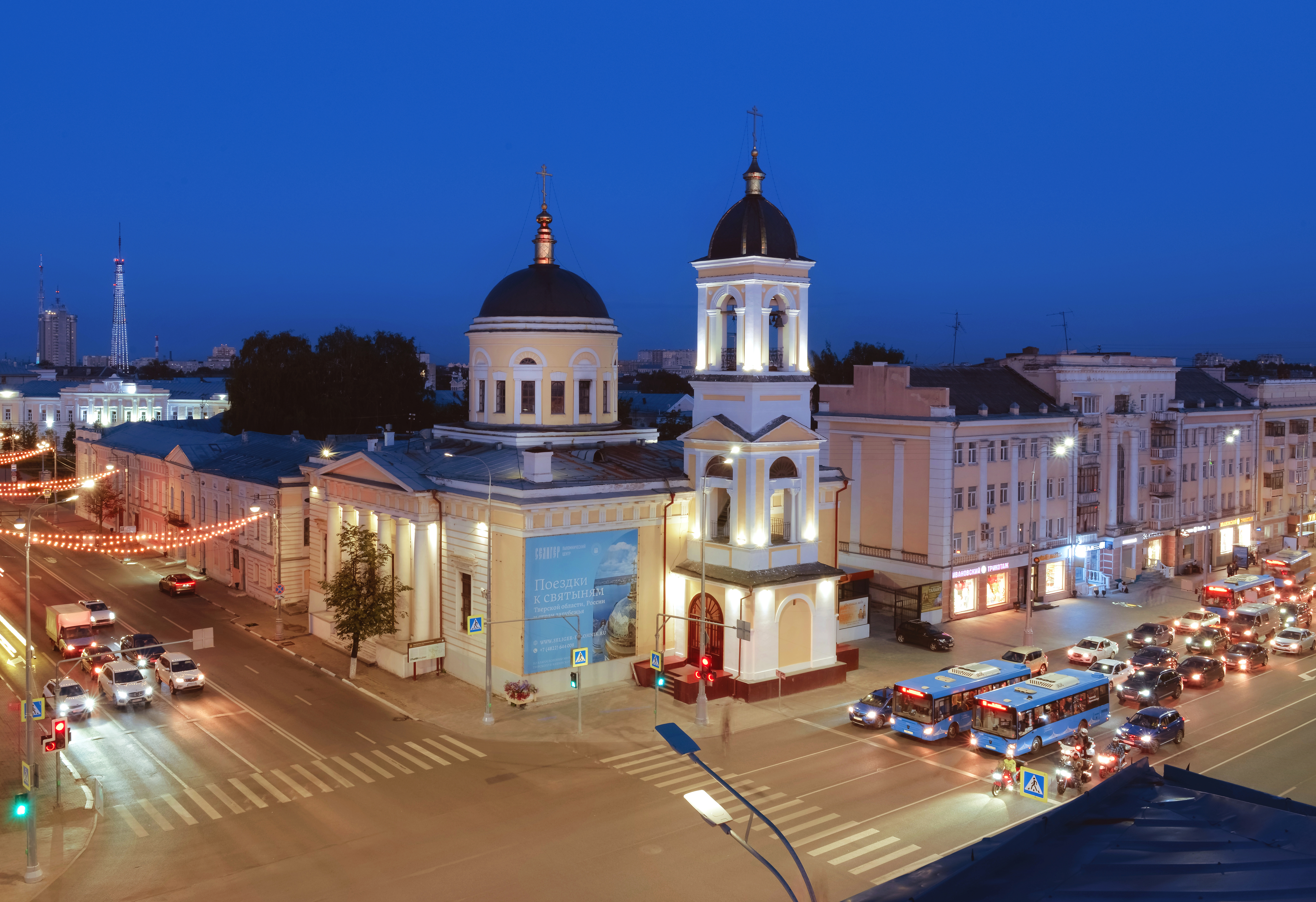
Вознесенский собор в вечернее время. Вид с крыши №7 по Советской улице в Твери. 2024

В конце октября 1941 года при содействии бургомистра Валерия Ясинского, назначенного германской оккупационной администрацией, собор был открыт для богослужений епископом Калининским Василием (Ратмировым) (закрыт вновь после восстановления советской администрации в городе в декабре того же года).
В 1972 году здание было передано под выставочный зал, после чего оно было перестроено и отремонтировано.
В 1991 году принято решение о передаче храма общине верующих; 7 января 1993 года были возобновлены богослужения.
Настоятелем собора Вознесения Господня является правящий архиерей епархии — на 2018 год митрополит Тверской и Кашинский Савва.